# Liste der Kulturgüter in Emmen
Die Liste der Kulturgüter in Emmen enthält alle Objekte in der Gemeinde Emmen im Kanton Luzern, die gemäss der Haager Konvention zum Schutz von Kulturgut bei bewaffneten Konflikten, dem Bundesgesetz vom 20. Juni 2014 über den Schutz der Kulturgüter bei bewaffneten Konflikten sowie der Verordnung vom 29. Oktober 2014 über den Schutz der Kulturgüter bei bewaffneten Konflikten unter Schutz stehen.
Objekte der Kategorien A und B sind vollständig in der Liste enthalten, Objekte der Kategorie C fehlen zurzeit (Stand: 1. Januar 2023). Unter Übrige Baudenkmäler sind zusätzliche Objekte zu finden, die im kantonalen Denkmalverzeichnis verzeichnet und nicht bereits in der Liste der Kulturgüter enthalten sind.

## Kulturgüter
| Foto |                                                                             | Objekt                                   | Kat. | Typ | Standort                                             | Beschreibung                                                                        |
| ---- | --------------------------------------------------------------------------- | ---------------------------------------- | ---- | --- | ---------------------------------------------------- | ----------------------------------------------------------------------------------- |
| ja   | Datei hochladen · Wikidata zu Flugzeugmontagehalle RUAG (Q29522055)         | Flugzeugmontagehalle RUAG KGS-Nr.: 10097 | A    | G   | Seetalstrasse 175 666151 / 215800                    |                                                                                     |
| ja   | Datei hochladen · Wikidata zu Rothenburger Brücke - Teil Emmen (Q120811630) | Rothenburger Brücke KGS-Nr.: 10098       | A    | G   | Rothenburgstrasse / Bertiswilstrasse 663415 / 216157 | Objekt liegt hälftig auf dem Gemeindegebiet von Emmen und Rothenburg (KGS-Nr. 3873) |
| ja   | Datei hochladen · Wikidata zu Landsitz Holzhof (Q29785542)                  | Landsitz Holzhof KGS-Nr.: 03660          | B    | G   | Holzhof 1, 1.2, 1.3, 2, 3 660170 / 215257            |                                                                                     |

## Übrige Baudenkmäler
| ID   | Foto |                                                               | Objekt                                | Typ | Standort                                    | Beschreibung |
| ---- | ---- | ------------------------------------------------------------- | ------------------------------------- | --- | ------------------------------------------- | ------------ |
| 3b   | BW   | Datei hochladen · Wikidata zu Speicher (Q119585804)           | Speicher                              | G   | Waltwil 24.2 667111 / 217126                |              |
| 37   | ja   | Datei hochladen · Wikidata zu Kirche Gerliswil (Q119585697)   | Katholische Pfarrkirche Gerliswil     | G   | Gerliswilstrasse 73a.1 663440 / 214372      |              |
| 71   | ja   | Datei hochladen · Wikidata zu Unter Grundhof (Q119585767)     | Unter Grundhof                        | G   | Rathausenstrasse 6 666068 / 214861          |              |
| 164  | ja   | Datei hochladen · Wikidata zu Untere Mühle (Q119586649)       | Untere Mühle                          | G   | Rainmühle 164 660889 / 214593               |              |
| 164c | ja   | Datei hochladen                                               | Obere Mühle                           | G   | Rainmühle 164.1, 164.3 660885 / 214566      |              |
| 1431 | ja   | Datei hochladen                                               | Plattengräberhalle und Gerätehaus     | G   | Kirchfeldstrasse 2.4 665558 / 214557        |              |
| 1906 | ja   | Datei hochladen · Wikidata zu Kirche Santa Maria (Q120752589) | Katholische Pfarrkirche St. Maria     | G   | Seetalstrasse 18, 18a, 18.2 664329 / 213668 |              |
| 1921 | ja   | Datei hochladen                                               | Katholische Pfarrkirche St. Mauritius | G   | Kirchfeldstrasse 2.6 665600 / 214574        |              |
| 1937 | ja   | Datei hochladen                                               | Friedhofkapelle St. Michael           | G   | Kirchfeldstrasse 2.2 665619 / 214546        |              |

Legende: Siehe Legende der Liste der Kulturgüter von nationaler und regionaler Bedeutung. Anstelle der KGS-Nummer wird als Objekt-Identifikator (ID) die Gebäudenummer im kantonalen Denkmalverzeichnis verwendet.